# Coupe latine de football 1956
Navigation
Coupe latine 1955 Coupe latine 1957
La Coupe latine 1956 a vu la victoire du Milan AC. Elle s'est déroulée à Milan et s'est terminée le 3 juillet 1956 par la finale à l'Arena Civica.

## Demi-finales
| Demi-finale  | Athletic Bilbao | 2 - 0   | OGC Nice | Arena Civica, Milan           |                               |
| 30 juin 1956 | Marcaida 14e 32e | (2 - 0) | | Arbitrage : Armando Marchetti | Arbitrage : Armando Marchetti |
| 30 juin 1956 | Carmelo Cedrún, Canito, José María Orue, Jesús Garay, Mauri, Félix Marcaida, José Luis Artetxe, Agustín Gaínza, José María Maguregui, Eneko Arieta, Ignacio Uribe (entraîneur : Ferdinand Daucik) | Équipes | Dominique Colonna, Pancho Gonzalez, Gilbert Bonvin, Alphonse Martinez, Guy Poitevin, François Milazzo, Rubén Bravo, Jean-Pierre Alba, Robert Brun, Joseph Ujlaki, Victor Nurenberg (entraîneur : Luis Carniglia) | Arbitrage : Armando Marchetti | Arbitrage : Armando Marchetti |

| Demi-finale  | AC Milan | 4 - 2   | Benfica Lisbonne | Arena Civica, Milan      |                          |
| 29 juin 1956 | Mariani 18e · Schiaffino 40e 57e · Bagnoli 72e | (2 - 0) | 52e Coluna · 65e Caiado | Arbitrage : Julián Arqué | Arbitrage : Julián Arqué |
| 29 juin 1956 | Lorenzo Buffon, Cesare Maldini, Osvaldo Bagnoli, Francesco Zagatti, Franco Pedroni, Luigi Radice, Nils Liedholm, Amos Mariani, Juan Schiaffino, Amleto Frignani, Giorgio Dal Monte (entraîneur : Ettore Puricelli) | Équipes | José Bastos, Ângelo Martins, Artur Santos, Domiciano Cavém, Jacinto Santos, Saúl Abrantes, Mário Coluna, Fernando Caiado, José Águas, Salvador Martins, Isidro Santos (entraîneur : Otto Glória) | Arbitrage : Julián Arqué | Arbitrage : Julián Arqué |

## Match pour la troisième place
| Match pour la 3e place | Benfica Lisbonne | 2 - 1 a.p. | OGC Nice | Arena Civica, Milan              |                                  |
| 3 juillet 1956         | Cavém 116e · Águas 132e | (0 - 0)    | 102e Milazzo | Arbitrage : Manuel Asensi Martín | Arbitrage : Manuel Asensi Martín |
| 3 juillet 1956         | José Bastos, Ângelo Martins, Artur Santos, Domiciano Cavém, Jacinto Santos, Alfredo Abrantes, Mário Coluna, Fernando Caiado, José Águas, Isidro Santos, Salvador Martins (entraîneur : Otto Glória) | Équipes    | Dominique Colonna, Guy Poitevin, Pancho Gonzalez, Alphonse Martinez, Gilbert Bonvin, François Milazzo, Jean-Pierre Alba, Rubén Bravo, Joseph Ujlaki, Victor Nurenberg, Robert Brun (entraîneur : Luis Carniglia) | Arbitrage : Manuel Asensi Martín | Arbitrage : Manuel Asensi Martín |

## Finale
| 3 juillet 1956 | Milan AC                                     | 3 - 1 | Athletic Bilbao | Arena Civica, Milan        |                            |
| | Bagnoli 21e · Dal Monte 80e · Schiaffino 88e | (1 - 0) | 50e Artetxe     | Arbitrage : Maurice Guigue | Arbitrage : Maurice Guigue |
| Lorenzo Buffon, Eros Fassetta, Francesco Zagatti, Nils Liedholm, Cesare Maldini, Luigi Radice, Amos Mariani, Osvaldo Bagnoli, Giorgio Dal Monte, Juan Alberto Schiaffino, Amleto Frignani (entraîneur : Héctor Puricelli) | Équipes                                      | Carmelo Cedrún, José María Orue, Canito, Mauri, Jesús Garay, José María Maguregui, José Artetxe, Félix Marcaida, Eneko Arieta, Ignacio Uribe, Piru Gaínza (entraîneur : Ferdinand Daučík) |                 | Arbitrage : Maurice Guigue | Arbitrage : Maurice Guigue |